# Dimbo tingslag
Dimbo tingslag var ett tingslag i Skaraborgs län. Tingsplats var i Dimbo till 1908 då det flyttade till Tidaholm.
Tingslaget bildades 1680 och uppgick 1 januari 1913 i Vartofta och Frökinds domsagas tingslag. 
Tingslaget omfattade en del av Vartofta härad. Tingslaget ingick i Vartofta och Frökinds domsaga, bildad 1810. 